# Bail réel solidaire
Le bail réel solidaire (BRS) est, en France, un dispositif d’accession sociale à la propriété, aidant des ménages aux revenus modérés à devenir propriétaires à un coût abordable, notamment dans les zones où le marché immobilier est tendu, qui sont aussi des zones où les prix sont habituellement élevés. Le BRS est réalisé avec l'intervention d'un Organisme de Foncier solidaire (OFS) qui est une foncière solidaire à but non lucratif. Il assure que le foncier et les logements produits dessus resteront en dehors du marché spéculatif sans durée limitée.

## Histoire, cadre juridique
Ce modèle d’accession social à la propriété est créé par un Amendement de la Députée Audrey Linkenheld à la loi ALUR (loi pour un Accès au Logement et un Urbanisme Rénové) de 2014, complétée par la loi pour la croissance et l’égalité des chances économiques (2015), elle-même complétées par des mesures fiscales : les organismes de foncier solidaire (OFS) et le bail réel solidaire (BRS), dont le cadre juridique est opérationnel depuis mai 2017. Ce bail a été mis en place en 2017, en application de la loi du 6 août 2015 pré-citée.

## Principes, avantages
Le foncier est dissocié économiquement du bâti. L'Organisme de foncier solidaire (OFS) supporte le prix du foncier et cède les logements aux ménages à un prix équivalent au coût de production des logements (conception, construction, commercialisation...). Pour faire face à sa charge financière, l'OFS appelle une redevance mensuelle aux ménages. Le coût d’achat du logement est ainsi réduit de 20 % à 50 %. 
La redevance varie fortement d'un OFS à un autre et d'une opération à une autre. Son calcul dépend à la fois du prix du foncier (plus il est cher, plus elle peut être élevée) et du modèle économique de l'OFS. Un OFS créé par une collectivité locale va financer une partie du foncier ou apporter des fonciers peu chers à son OFS, la redevance restera ainsi très basse. Pour en savoir plus sur les logiques de calcul de la redevance et les modèles des OFS : lire l'article de Virgile Mamelle-Perrot
En cas d'achat d'un logement BRS neuf, l'acquéreur peut financer son projet immobilier à l’aide d'un prêt aidé par l’État (Prêt à taux zéro, dit PTZ).
Le ministère du logement a mis en place un « simulateur » en ligne pour aider à trouver des logements proposés en bail réel solidaire (il est possible aussi de chercher les bien immobilier vendus en BRS sur les sites des Organismes de Foncier Solidaires, les sites d'annonce immobilières ou journaux d'annonces immobilières).
La liste des organismes de foncier solidaire agréés par l’État est également disponible en ligne. Chaque organisme définit sa politique de commercialisation. Certains disposent d’un site internet qui centralise leurs offres ; d’autres confient à leurs opérateurs promoteurs le soin d’assurer la commercialisation des logements en BRS.

## Durée du bail
Un « bail réel solidaire » peut être signé pour une durée de 18 à 99 ans.

## Conditions d’éligibilité, d'achat et de revente
Pour bénéficier d'un BRS, les revenus du ménage ne doivent pas dépasser certains plafonds définis en fonction de la zone géographique. Le logement devra aussi être utilisé comme résidence principale.
Un décret publié au JO du 17 juillet 2024 précise qu'à compter du 1er janvier 2025, pour acquérir un bien immobilier grâce à un bail réel solidaire (BRS) l'acheteur ne doit pas posséder :
- un logement adapté à ses besoins et capacités financières, qu'il peut utiliser comme résidence principale ;
- un logement qu'il propose à la location, susceptible de lui procurer des revenus suffisants pour acquérir un bien immobilier du parc privé.

Ces obligations concernant son patrimoine immobilier devront être respectées au moment où il pourra vivre de manière effective dans son nouveau logement. Il devra signer une déclaration sur l’honneur pour l’attester.
Le décret précise aussi que le logement acquis grâce à un bail réel solidaire peut être loué à un tiers, à moins qu’une interdiction de mise en location soit mentionnée sur le contrat de bail. Le propriétaire doit le signaler au préalable à l'organisme de foncier solidaire avec lequel il a signé le bail réel solidaire, et préciser si tout ou partie du logement est loué, et pour combien de temps.
Cette dernière mesure fait débat car elle incite le recours aux locations de courte durée alors que le BRS a été déployé dans de nombreux territoires pour éviter l'accaparement du parc de logement à des fins de résidences secondaires ou de location touristique. 
Après la signature d’un tel bail, le propriétaire peut revendre son logement quand il le souhaite, mais à un prix limité à celui auquel il l'a acheté, actualisé en appliquant la variation d’un indice choisi par l'organisme de foncier solidaire ; ce prix de vente peut aussi être majoré si des travaux d'amélioration du bien ont été effectués entre temps. Le futur acquéreur devra, lui aussi, être éligible au dispositif, et bénéficier d'un bail réel solidaire pour une durée minimum de 18 ans. 
Le propriétaire peut également choisir de transmettre son logement à ses proches, ils devront alors répondre aux critères d'éligibilité du BRS.

## État des lieux
En 2024, selon Foncier Solidaire France, la quantité de nombre de logements agréés en bail réel solidaire (BRS) progresse fortement comme le montre les chiffres de son Observatoire 2024 du BRS.